# Igor Cukrov
Igor Cukrov  é uma banda croata, que representou a Croácia no Festival Eurovisão da Canção 2009.